# Naissance en 1351
Naissance
- 1347
- 1348
- 1349
- 1350
- 1351
- 1352
- 1353
- 1354
- 1355

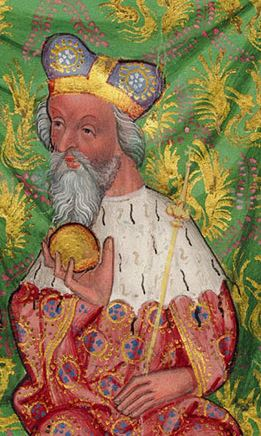
Jobst de Moravie, né en 1351.

Cette page dresse une liste de personnalités nées au cours de l'année 1351  :
- mai : Jeanne de France, princesse française.
- 16 octobre : Jean Galéas Visconti, noble italien, seigneur puis duc de Milan.
- 1er novembre : Léopold III de Habsbourg, duc d'Autriche, de Styrie et de Carinthie.
- décembre : Jobst de Moravie, margrave de Moravie, margrave de Brandebourg, duc engagé du Luxembourg et roi de Germanie.

- Pierre d'Ailly, cardinal français.
- Antonio Baboccio da Piperno, abbé, sculpteur, orfèvre et peintre italien.
- Casimir IV de Poméranie, duc de Słupsk.
- Suleyman Çelebi, imam du palais impérial et de la mosquée de Bursa.
- Renoul de Monteruc, cardinal français.
- Taddea Visconti, noble italienne, membre de la famille des seigneurs de Milan, duchesse consort de Bavière.

## Crédit d'auteurs
- Cet article est partiellement ou en totalité issu de l'article intitulé « 1351 » (voir la liste des auteurs).